# Allan Oviedo
Allan Oviedo (El Llano, 8 de novembro de 1970) é um ex-futebolista costarriquenho que atuava como atacante.

## Carreira
Allan Oviedo integrou a Seleção Costa-Riquenha de Futebol na Copa América de 1997.